# ترام القاهرة

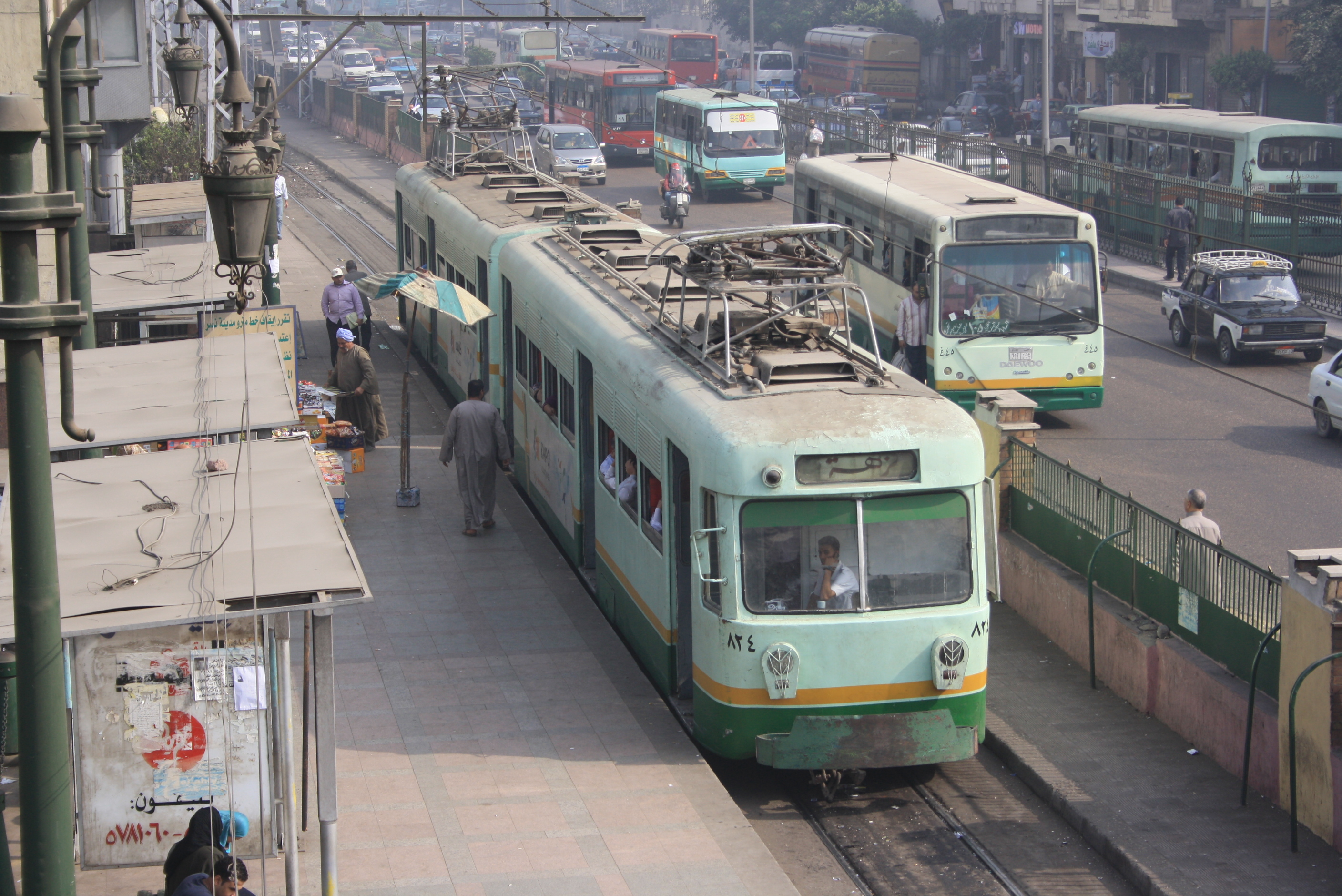
ترام القاهرة المتجهة إلى النزهة.

ترام القاهرة، أو التروماي هي خطوط قطارات كهربائية داخلية كانت تخدم مدينة القاهرة في مصر، خاصة في شرق القاهرة بمصر بأحياء مصر الجديدة ومدينة نصر، وحلوان والتبين بدأ تشغيل الترام لأول مرة عام 1896. كان تقوم بتشغيله هيئة النقل العام بالقاهرة وقد تم ايقاف تشغيله واستبداله بمترو الأنفاق. في أعقاب ثورة 25 يناير أُغلق خط ترام حلوان بالكامل وفي 2014-2015، توقفت خدمة ترام مصر الجديدة تماماً، وأزيلت قضبان الترام من الشوارع من أجل توسعة حارات المرور. لا يزال هناك قطاع صغير من خط ترام مصر الجديدة، ما بين ميدان المحكمة وقبة تيفولي.

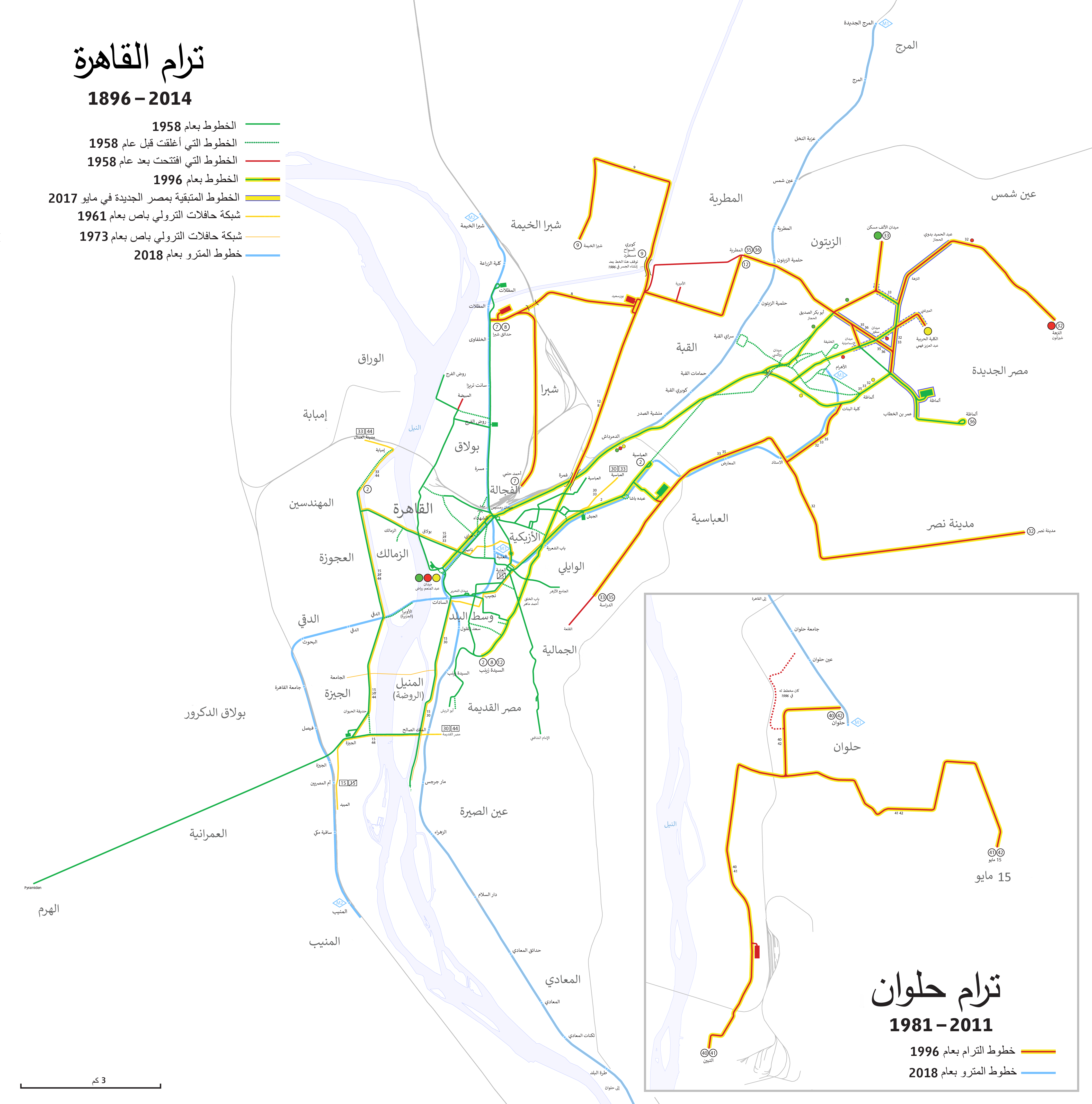
خريطة خطوط ترام القاهرة-حلوان.

## التاريخ

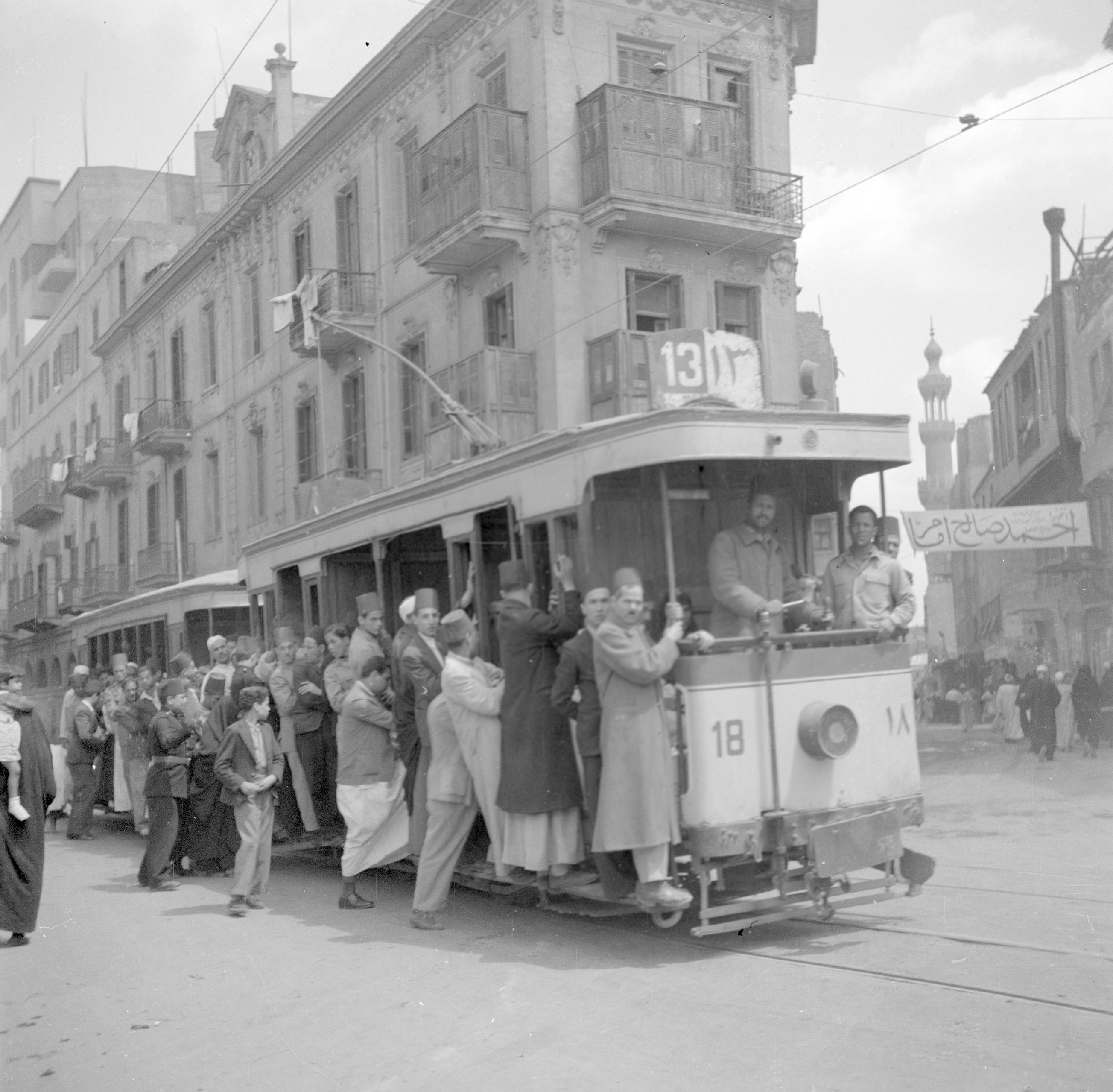
ترام القاهرة 1907.

بدأت قصة الترام في مصر في 12 أغسطس 1896 وهو تاريخ تشغيل قاطراته لأول مرة في القاهرة. وكان لتشغيله بمثابة نقلة حضارية كبيرة للمجتمع القاهري علي نحو خاص. ففي تلك الفترة كانت السيارات قليلة وكانت وسائل الانتقال المتاحة محدودة وتتمثل في الحمير والعربات التي تجرها الخيول. وكما يقول محمد سيد كيلاني في كتابه "ترام القاهرة" كان سكان العاصمة يعانون من استبداد وبذاءة "الحمارين" و"العربجية" حتي صار لفظ عربجي يعني في العامية المصرية "صاحب الأخلاق القبيحة".
كان ظهور الترام حدثاً كبيراً في تاريخ القاهرة خاصة وأنه ظهر في وقت كانت فيه في حالة تردي عمراني. فبخلاف مناطق الطبقات الراقية ووسط المدينة، كانت القاهرة مليئة بالعشش والمناطق العشوائية كما أن المدينة كانت محرومة من شبكات الصرف الصحي. وزاد الطين بلة مع وجود ثلاث ترع تشق المدينة وهي الخليج المصري (موضع شارع بورسعيد الحالي) والترعة البولاقية والترعة الإسماعيلية التي كانت تبدأ من منطقة قريبة من ميدان التحرير ووصولاً للأميرية ومرورا بميدان باب الحديد. في الواقع ساعدت تلك الترع علي سرعة انتشار الأوبئة نظرا لأن الناس كانوا يستخدمون شواطئها كمراحيض في بعض الأحيان وللوضوء والغسيل في أحيان أخري. أضف إلي ذلك أن نظافة الشوارع نفسها كانت في حالة يرثي لها.

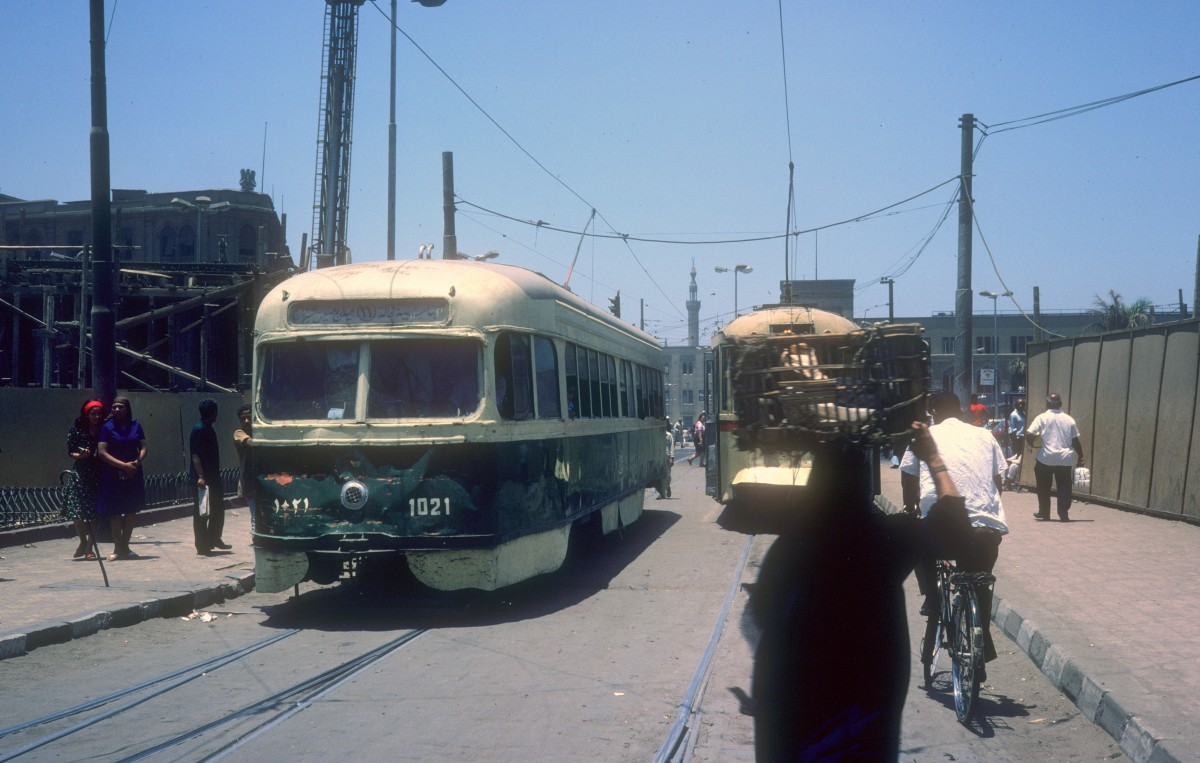
ترام القاهرة.

في وقت ظهور الترام أيضاً كان الانتقال من مكان لأخر داخل العاصمة أمر غاية في الصعوبة. ففي أواخر القرن التاسع عشر كانت الشوارع مظلمة وكان معظمها غير ممهد. وربما لهذا كانت الروابط الأسرية والاجتماعية بين أبناء الحي الواحد أقوي مما هي عليه الآن. ومع ظهور الترام انتقلت القاهرة من مرحلة التخلف إلي التطور. صار من السهل التنقل بين أحياء المدينة المختلفة وفي زمن قياسي كما أنه ساعد إلي حد بعيد علي انتشار العمران وحقق للبعض ثروات بشكل غير مبار حيث ارتفعت أسعار الأراضي الواقعة بالقرب من خط سيره.
التفكير في مد خطوط للترام في القاهرة بدأ في أواخر عام 1892. وخلال أقل من عام أعلنت الحكومة عن رغبتها في أن تقوم شركة بمد خطوط الترام في العاصمة. وفي نوفمبر من العام التالي، وافقت الحكومة علي منح امتياز إنشاء "سكة ترومواي تسير بالكهربائية" إلي شركة بلجيكية. ونص الامتياز علي أن يتم إنشاء 8 خطوط مركزها من ميدان العتبة الخضراء إلي القلعة وبولاق والناصرية والعباسية ومصر القديمة والروضة علي أن يبدأ الخط السابع من الشاطئ المقابل للنيل متجها إلي الجيزة بينما يبدأ الخط الأخير من ميدان قصر النيل وصولاً لقنطرة الليمون.
وفي العاشرة صباحاً من أول أغسطس 1896، قامت الشركة بتشغيل تجريبي لأول قطار كهربي في القاهرة. وكان حسين فخري باشا ناظر (وزير) الأشغال أول من يستقل تلك العربة بصحبة عدد من كبار المسئولين. وسارت العربة من بولاق مروراً بالعتبة حتي وصلت إلي القلعة من خلال شارع محمد علي. وطوال تلك المسافة اصطف عشرات الألوف من المصريين لمشاهدة الأعجوبة الجديدة التي ركض الأطفال ورائها وهم يطلقون عليها لقب "العفريت". والواضح هنا أن القاهريين استقبلوا الترام بنفس الشكل الذي استقبلوا به السيارة. فكان الاعتقاد السائد هو أن الجن هو الذي يدفع بالترومواي.

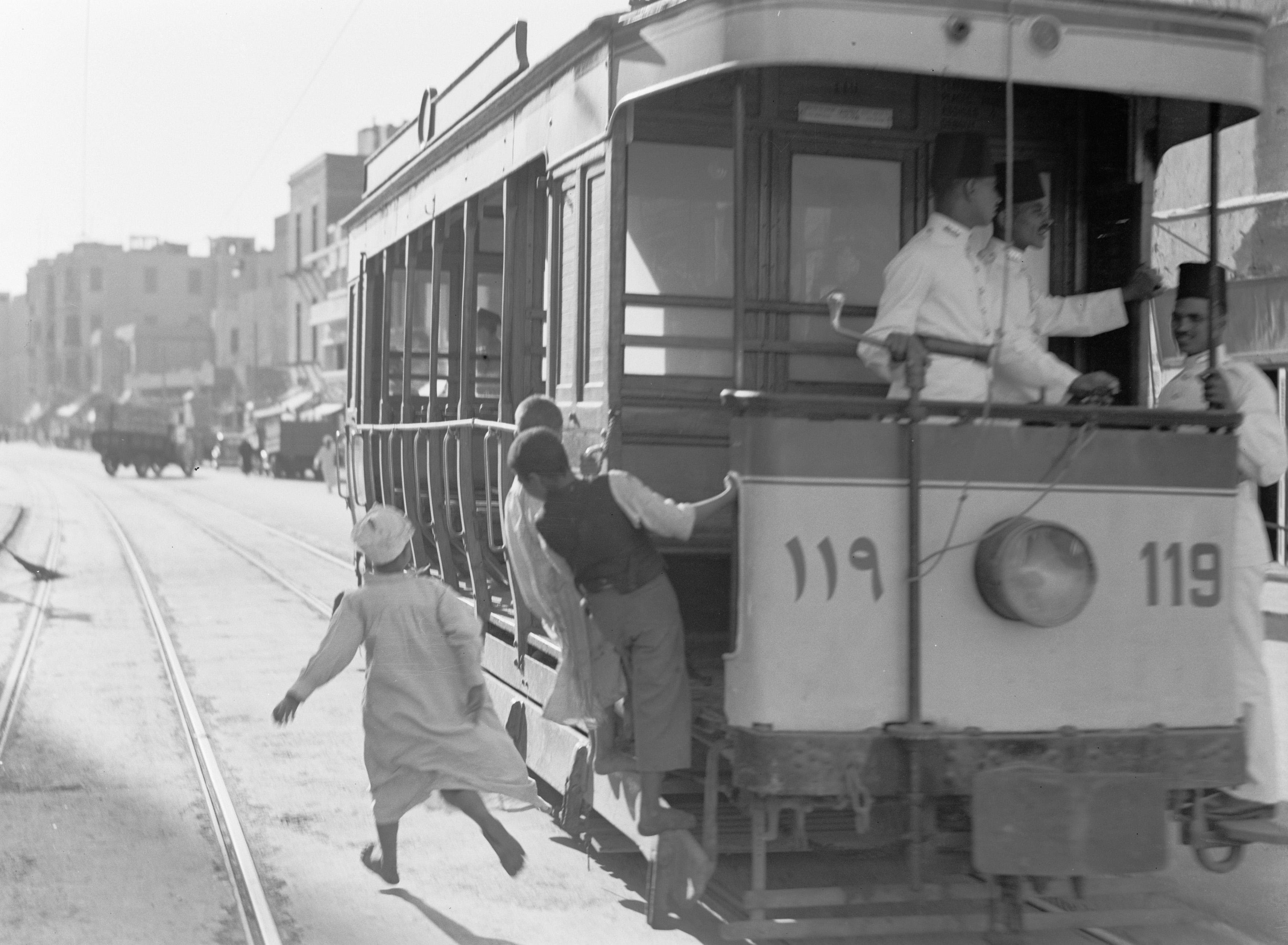
ترام العتبة رقم 119 قديما

وبعد أقل من أسبوعين وتحديداً في الثاني عشر من أغسطس 1896، تم الاحتفال بتشغيل الترام رسمياً في القاهرة. وكان الاحتفال مهيبا حيث زين ميدان العتبة نقطة الانطلاق وكذلك زينت عربات الترام التي أقلت الوزراء وقناصل الدول وأمراء الأسرة المالكة وكبار رجال الدولة في رحلة إلي القلعة ثم عادت عربات الترام من إلي مقر الشركة في بولاق. ويبدو أن سكان القاهرة ألفوا خلال تلك الفترة مشهد الترام فلم يعودوا يخشونه أو يلقبونه بالعفريت. بل استقبلوه بالترحاب والتهليل.
ورغم أن سعر تذاكر الركوب بالترام كانت كبيرة نوعاً ما حيث بلغت 6 مليمات للدرجة الأولي و4 مليمات للدرجة الثانية، غير أن الإقبال كان كبيراً خلال الأشهر الأولي حتي أن الشركة البلجيكية قامت في عام 1897 بردم الخليج المصري ومدت خطا تاسعا للترام من ميدان السيدة زينب وحتي غمرة. وفي نفس العام أيضا حصلت الشركة علي امتياز لمد خط من الجيزة وحتي الهرم.
وخلال عام 1902 تمكنت الشركة من الحصول علي امتياز بخط يمتد من ميدان باب الحديد وحتي ساحل روض الفرج مرورا بكوبري وشارع شبرا وأفتتح هذا الخط في شهر مايو من العام التالي.
ومع إنشاء كوبري الملك الصالح وكوبري عباس علي النيل، تم افتتاح خط للترام ينطلق من ميدان العتبة وحتي الجيزة مباشرة وكان في السابق يستمر حتي الروضة ثم يستقل الركاب مركبا بخاريا للضفة الأخري من النيل ثم الترام مرة أخري إلي ميدان الجيزة. ومع إنشاء كوبري أبو العلا، تم تشغيل خط أخر عام 1912 يصل للجيزة عن طريق الزمالك. وفي العام التالي، تم مد خط القلعة إلي منطقة الإمام الشافعي. كما تم مد خط أبو العلا إلي المبيضة. وبدا واضحا أن الترام صار وسيلة الانتقال الأولي في القاهرة رغم أن تلك الفترة شهدت بداية انتشار السيارات.

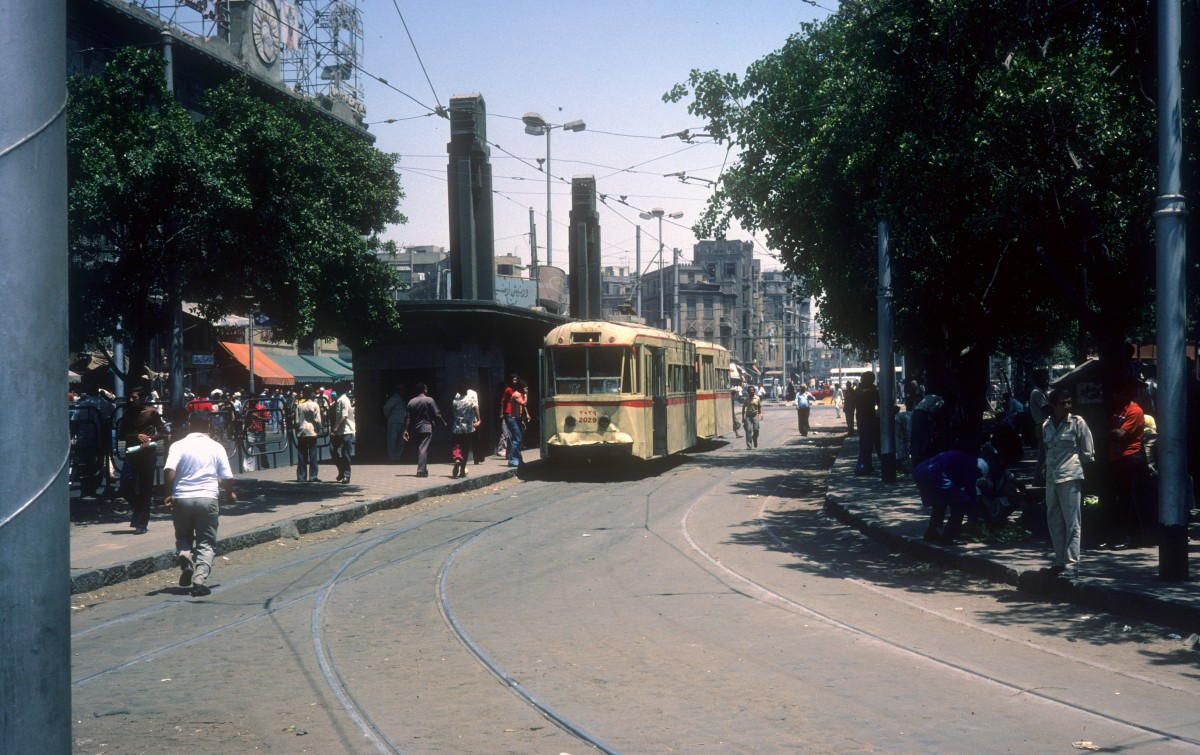
ترام حلوان 1994.

### الاضراب عن العمل
الإضراب العام الذي قام به عمال شركة الترام البلجيكية للضغط علي قيادات الشركة لتحسين أوضاعهم المعيشية. وقع الإضراب الأول في عام 1911 ولم يستمر لفترة طويلة ولهذا كانت تداعياته علي حياة سكان القاهرة محدودة. بينما حدث الإضراب الثاني في عام 1919 وكان الترام حينها وسيلة الانتقال الرئيسية في القاهرة، ولهذا تسبب في شلل شبه كامل بالقاهرة ومتاعب جمة للموظفين وأصحاب الأعمال. وزاد من حدة تلك الأزمة استمرار الإضراب لمدة 56 يوما عاني خلالها القاهريون الأمرين. ففي تلك الفترة كان الأتوبيس أو "الأومنيبوس" كما كان يعرف حينها من وسائل الانتقال المستحدثة، بينما كانت وسائل الانتقال التقليدية المتمثلة في عربات الكارو وعربات سوارس التي تجرها الخيول قد بدأت في الانقراض. ولهذا وجد أصحابها في الإضراب فرصة ذهبية لتكوين ثروات بالمعني الحقيقي للكلمة، حيث تحكم أصحابها في أجور الانتقال من مكان لأخر وكانت تلك الأجور باهظة حتي أن مراسل جريدة لندن تايمز قال حينها أن أصحاب عربات سوارس كانوا يدفعون جزءا من أرباحهم لقيادات الإضراب في شركة الترام علي أمل مد فترته لأطول وقت ممكن.

## عربات الترام

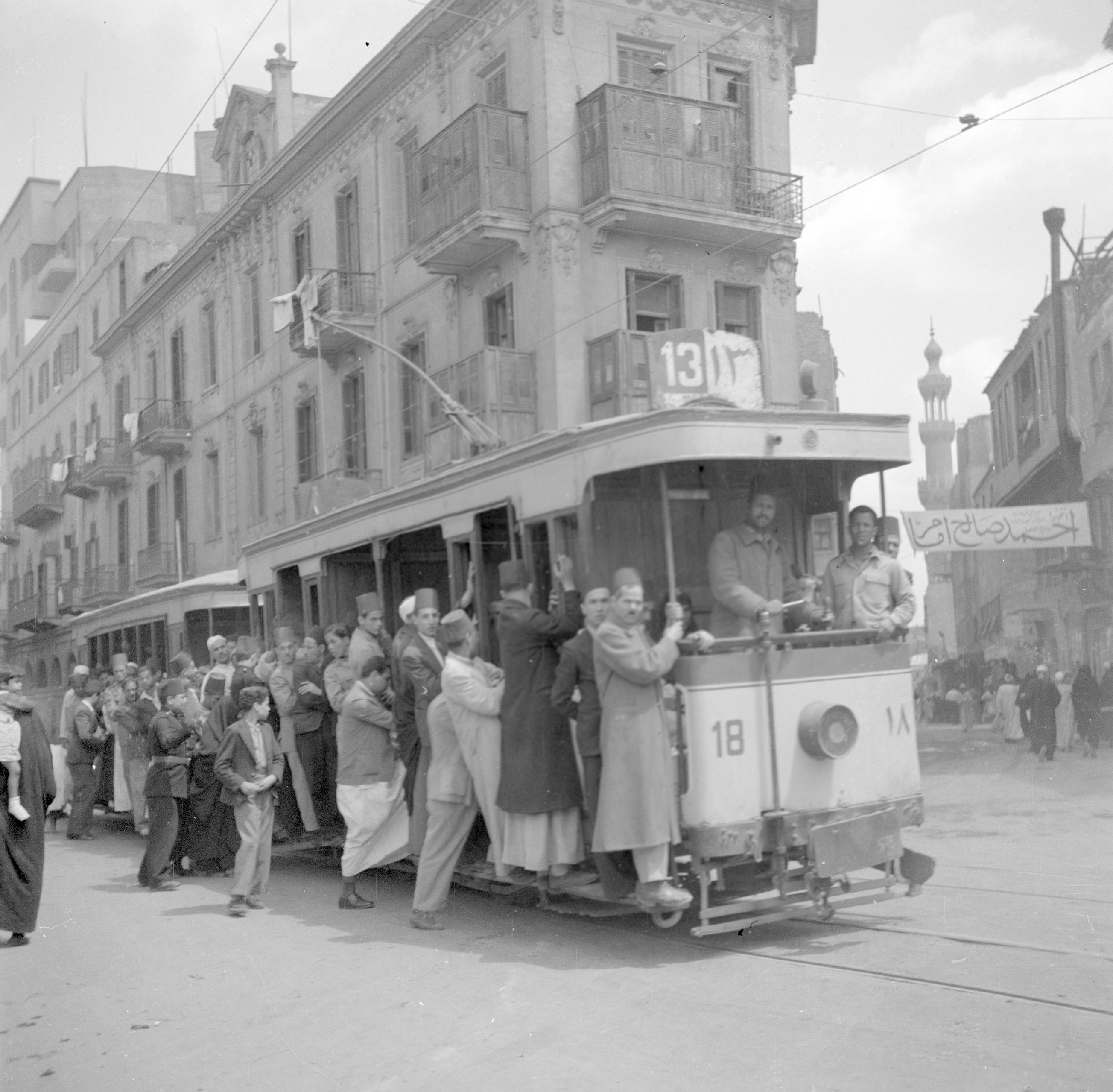
ترام 13 البلجيكي

كانت أشهر عربات الترام في مصر علي الإطلاق هي الترام البلجيكي الذي استمر تواجده في مصر منذ نهاية الفرن التاسع عشر وحتي سبعينيات القرن الماضي. وبدأ ظهور الترام البلجيكي كعربات مفتوحة ثم سرعان ما تطورت بعد عقود إلي عربات مقفلة. وفي السبعينيات أدخلت بعض التعديلات في ورش هيئة النقل العام علي "السنجة" التي كثيراً ما كانت تقع عند سير الترام الأمر الذي كان يتطلب نزول الكمساري أو السائق لإعادتها إلي مكانها الصحيح واستئناف السير، حيث استبدلت بما يشبه الشبكة التي تصل بمصدر الكهرباء أعلي الترام دون أن تقع باستمرار. وتبين بعض الصور أن تعديلات أخري أدخلت علي شكل الترام بإضافة حاجز صدمات لحماية الترام وكان شكلها سخيفاً في واقع الأمر. وتواصل استخدام تلك العربات إلي أن تهالكت وصارت قطعاً من الخردة حتي أنه لم يبق حتي يومنا هذا سوي عربة واحدة تم تجديدها كقطعة من تراث مصر الحضاري تقبع اليوم في أحد جراجات الترام التابعة لهيئة النقل العام.
من عربات الترام الأخري الشهيرة في مصر الترام الأمريكي الشهير PCC والذي قامت هيئة النقل العام بالقاهرة بشرائه كعربات مستعملة بعد أن خرجت من الخدمة في بعض المدن الأمريكية وهي العربات الفردية ذات الشكل الاسطواني التي عرفها المصريون في سبعينيات القرن الماضي وظهرت كذلك علي خطوط ترام الرمل. وبشكل عام لم تدم تلك العربات طويلاً.
وربما الأسوأ بين عربات الترام التي ظهرت في تاريخ مصر هي عربات الترام التشيكي تاترا (K5AR) والتي حصلت هيئة النقل العام بالقاهرة علي 200 وحدة منها بين عامي 1970 و1973. وفي الواقع لم تكن تلك العربات سيئة للغاية بل كانت عبارة عن وسيلة انتقال حرصت الشركة التشيكية علي أن تصمم نظامها الكهربي بحيث يمكنه تحمل الظروف الجوية الحارة في القاهرة، كما كانت كل عربة من عربتي الترام مزودة بثلاث أبواب لتسهيل الصعود والنزول ولكن لم تصمد تلك العربات طويلاً بسبب نقص قطع الغيار وضعف مستوي الصيانة أضف إلي ذلك التجميل الزائد الذي لم تكن الشركة المنتجة تتخيله علي الإطلاق. وفي الواقع استمرت تلك العربات في العمل حتي أوائل الثمانينيات وبحلول منتصف ذلك العقد لم تبق في الخدمة سوي أعداد ضئيلة من عربات هذا النوع. والغريب أنه طيلة تلك الفترة، كانت عربات الترام البلجيكي لا تزال تعمل بحالة جيدة.

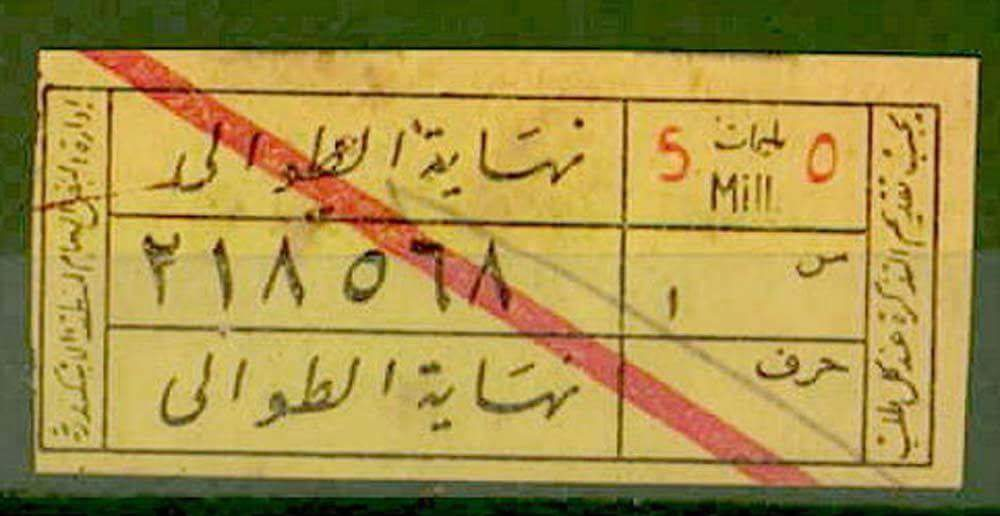
تذكرة ترام الإسكندرية فئة ٥ ملم

في أوائل الثمانيات من القرن العشرين، بدأت مصر في تصنيع عربات الترام. ففي عام 1980، بدأ بالفعل تسليم بعض وحدات الترام المصنعة محليا إلي هيئة النقل العام لتشغيلها علي الخطوط المحلية. وبدأت تلك الوحدات بالفعل في العمل علي خط السيدة زينب- المطرية. وفي العام التالي، تم تسليم 100 وحدة مصنعة محلياً للهيئة. وكانت تلك الوحدات تنتج تحت إشراف خبراء من اليابان وبواسطة مهندسين مصريين.

## إلغاء الترام
وفي أوائل التسعينيات، أحيل ترام الفجالة إلي التقاعد. وكان السبب في التعجيل بإلغاء خطوط الترام في منطقتي الفجالة والظاهر يرجع إلي انتخابات مجلس الشعب خلال تلك الفترة. وفي واقع الأمر، انقسمت الأراء ما بين مؤيد ومعارض لتلك الخطوة فالبعض رأي أن إلغاء الترام حقق للشارع بعض الهدوء بسبب الضوضاء التي كان الترام يحدثها كما سهام في اتساع الشوارع بالظاهر والفجالة، بينما رأي البعض الأخر أنه بإلغاء الترام خسروا وسيلة مواصلات جيدة وعملية خاصة وأن الحكومة لم توفر بدائل لخطوط الترام الملغاة. وفي الوقت الذي كانت خطوط الترام تنكمش فيه في بعض المناطق، قامت الحكومة بمد خطوط ترام جديدة في مناطق أخري. ومن تلك الخطوط ذلك الخط الذي يربط بين حلوان والتبين لخدمة منطقة مصانع الحديد والصلب. وقد بدأ العمل في هذا الخط عام 1979. وفي نفس العام، تم الانتهاء من النفق الأرضي أسفل خط مصر-إسكندرية للسكك الحديدية عند شبرا. وتكلف هذا الخط مليوني جنيه لسير خط الترام الجديد الذي يربط بين منطقتي شمال وشرق القاهرة. وكان الخط يبدأ من شبرا المظلات ويصل إلي السواح والمطرية وشارع بورسعيد. ولم يقتصر التوسع في استخدام الترام خلال تلك الفترة علي هذا النحو، حيث تمك تنفيذ مشروع أخر لتسيير عربات الترام السريع علي خطوط مترو مصر الجديدة لربط الضاحية بخطوط الترام في العاصمة. وأمكن تحقيق ذلك لأن وحدات الترام السريعة كانت قريبة جدا من حيث المواصفات الفنية من خطوط المرور السريع. وتم بالفعل الاتفاق بين هيئة النقل العام بالقاهرة وشركة مصر الجديدة للإسكان والتعمير علي تنفيذ تلك الفكرة بأن يتبادل كل من الترام والمترو السير علي خطوطهما لإمكان حل مشاكل النقل والزحام في القاهرة.
تطلب تنفيذ تلك الفكرة إنشاء بعض الوصلات التي تربط بين شبكتي الترام والمترو حتي يمكن لكل منهما الدخول علي مسار الأخر.وبدأ المشروع بالفعل من خلال خط يربط بين شبرا المظلات والمطرية. وكان هذا الخط يبدأ من شبرا المظلات إلي شارع السواح والمطرية ثم يدخل بعد ذلك إلي مسار خط المترو في شارع ابن الحكم بعد ميدان المطرية متجها إلي مصر الجديدة. وقد ساعد هذا الخط علي تسهيل انتقال القادمين من الطريق الزراعي إلي القاهرة عند منطقة شبرا الخيمة. وفي وقت لاحق، تم ربط خط مترو الدراسة بترام العباسية كما تم التوسع في خطوط الترام بمدينة نصر التي كان من الصعب خلال تلك الفترة الاعتماد علي الأتوبيس كوسيلة مواصلات رئيسية فيها لطول شوارعها وتشعبها، ولكن سرعان من تم الغاء كل هذا وتبقي خط حلوان - والتبين و15مايو .

### ترام حلوان
واختفي ترام حلوان هو الآخر بعد ثورة 25 يناير بعد سرقة خطوط السكة والكابلات الخاصه بتشغيله. واليوم انكمش الترام فاختفي من شبرا حتي أن جراج الترام في شبرا تحول إلي حديقة عامة واختفي الترام تقريباً من كافة شوارع القاهرة، لتنتهي بذلك أسطوة الترام التي استمرت قرابة قرن كامل كان فيه وسيلة لنقل القاهرة وسكانها من حياة القرون الوسطي للعصر الحديث.

## الحوادث
في العشرينيات بدأت حوادث الترام في التزايد حتي صارت ظاهرة مقلقة للجميع، وبدأت التساؤلات تتردد عن السبب الرئيسي وراء تلك الحوادث. فالبعض أرجع سبب الخلل إلي الشركة التي لا تعني كثيرا بالعدد والآلات، بينما ارجع البعض سبب كثرة الحوادث إلي العمال أو تحديدا السائقين والكمسارية. فالكمساري "يزمر" قبل صعود الركاب أو نزولهم ولا يهتم كثيرا بسلامتهم. ورأي البعض أن الحكومة أيضا مسئولة حيث يتعين عليها الاتفاق مع شركة الترام علي فرض عقوبات مشددة علي كل سائق أو كمساري يتهاون في تأدية واجبه مراقبة راغبي الركوب والنزول.
واقترحت الصحف أن تقوم الشركة بتوزيع نشرة يومية أو أسبوعية تشمل تفاصيل حوادث الترام وأسماء العمال المتسببين فيها والعقوبات الإدارية التي تعرضوا لها أو الأحكام القضائية التي أصدرتها المحاكم ضدهم ليكونوا عظة وعبرة لباقي السائقين.
اقترحت مجلة الصباح أيضاً أن تقوم شركة الترام بتعيين مجموعة من الأشخاص المتعلمين المعروفين بدماثة الأخلاق تسند إليهم مهمة مراقبة السائقين والكمسارية في سائر الخطوط. ويكون هؤلاء المراقبين بملابس الجمهور العادية، فإذا رأوا إهمالا من سائق أو كمساري، قاموا بتدوين الحادث في مذكرة خاصة وأخذوا عنوان شخصين من الركاب للاستشهاد بهم عند اللزوم. ويكلف هؤلاء الركاب بتقديم تقارير يومية بملاحظاتهم وأعمالهم تعطي لإدارة الشركة فكرة عامة عن نظام العمل وأسباب الحوادث.

## خدعة بيع الترام

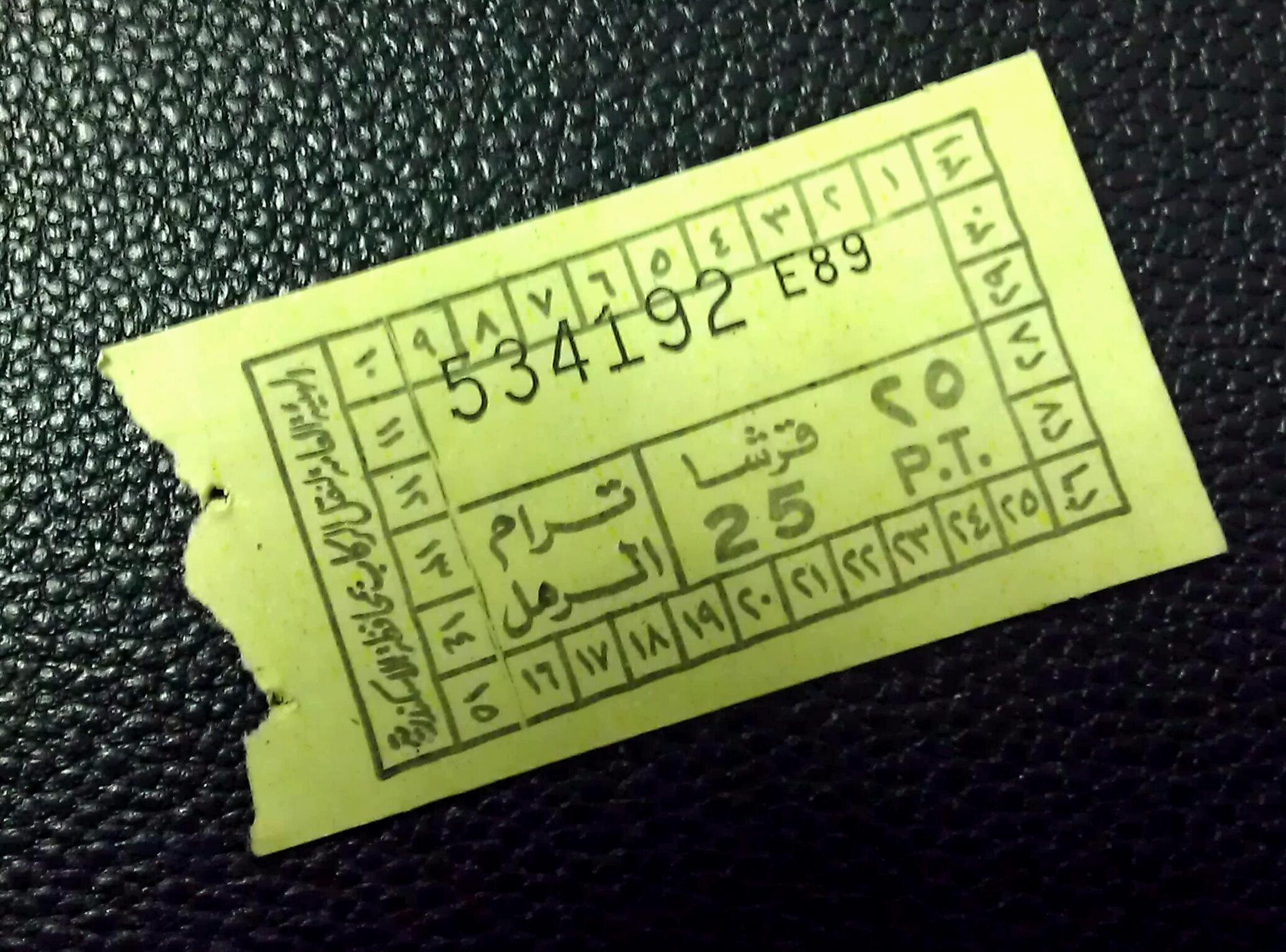
فئة تذكرة 25 قرش

هناك قصة الرجل الذي باع الترام، وهي قصة حقيقية لنصاب يدعي رمضان أبو زيد العبد وكان يبلغ عمره حينما خرج من السجن عام 1948 حوالي 27 سنة حكي للصحافة قصة بيعه الترام لأحد القرويين. وهي الحادثة التي كانت علي ما يبدو أعظم انجازاته في عالم النصب حيث يقول في روايته أنه كان يركب الترام رقم 30 في شارع القصر العيني وكان بجواره أحد القرويين ممن شعر أنه يمكن أن يكون فريسة سهلة له، فأعطاه سيجارة وبدا النصاب والقروي يتبادلان الحديث. فهم النصاب حينها أن القروي جاء للقاهرة كمستثمر يبحث عن عمل يليق به في القاهرة وأن معه بعض المال الذي يمكنه من البدء في العمل. وعرض عليه النصاب بعض المشاريع ولكنه رفضها وعندما أبدي القروي ملاحظة علي ازدحام الترام عرض عليه النصاب أن يشتريه، فابتهج القروي وتوجها لمحامي للحصول علي عقد بيع بصم عليه القروي الذي طلب فيه النصاب 200 جنيه مؤكداً للقروي أنه نظراً لكونهما بلديات طلب منه هذا السعر في الترام الذي لا يقل سعره لو باعه لشخص غريب بألف جنيه مصري. بعد المساومة والإلحاح من القروي، تم بيع الترام بمبلغ 200 جنيه دفع القروي وكان يدعي حفظ الله سليمان مبلغ 80 جنيها وختم علي كمبيالة بمبلغ 120 جنيهاً. وفي ميدان العتبة أنتظر الجميع الترام رقم 30 كي يستلمه القروي حيث اتجه النصاب إلي الكمساري ومنحه قرش صاغ كامل وكانت التذكرة حينها بمبلغ 8 مليمات وطلب من الكمساري أن يحتفظ بالباقي نظير الاهتمام ببلدياته الذي سينزل في أخر الخط في إشارة إلي القروي حفظ الله. بعدها أخبر النصاب حفظ الله أنه عند نهاية الخط عليه أن يذهب إلي المحصل لاستلام الإيراد كاملاً وإلا سيتم إلغاء البيع وتركه النصاب بعدها. وعند نهاية الخط نبه الكمساري حفظ الله بأن عليه النزول، فطلب الأخير الإيراد فدهش الكمساري وتطور الأمر إلي خناقة انتهت في قسم الشرطة، وكانت قصة أول قروي ساذج يشتري الترام في العالم. والواقع أن تلك القصة انتشرت عالمياً حتي أن مجلة لندن المصورة نشرت لوحة فنية في صدر غلافها تجسد تلك القصة.